# فرودگاه فرانس کایسیه‌پو
فرودگاه فرانس کایسیه‌پو (به انگلیسی: Frans Kaisiepo Airport) (به زبان بومی: Bandara Frans Kaisiepo) یک فرودگاه همگانی با کد یاتا BIK است که یک باند فرود آسفالت دارد و طول باند آن ۳۵۷۱ متر است. این فرودگاه در کشور اندونزی قرار دارد و در ارتفاع ۱۴ متری از سطح دریا واقع شده است.